# Мінні крейсери типу «Бруммер» (1915)
Мінні крейсери класу Brummer — два мінні крейсери SMS Brummer і SMS Bremse були збудовані для Кайзерівських ВМС Німецької імперії в період Першої світової війни. На початок війни на озброєнні перебувало два старі мінні крейсери класу Nautilus. Німецькі крейсери мали на озброєнні незначну кількість мін, але флот відчував потребу у швидких кораблях задля мінування у зоні дії ворожого флоту.

## Історія
На корабельні Vulcan у Штеттені було зібрано чотири комплекти потужних парових турбін з 24 паровими морськими котлами для лінійного крейсера Російського імператорського флоту «Наварин», закладеного 1912. Через початок війни готові комплекти залишились 1914 у виробника і були конфісковані, а «Наварин» так ніколи не був добудований. У ВМС Німецької імперії вирішили використати готові комплекти у будівництві швидких крейсерів, що мали виконувати завдання розвідки і мінування ворожої акваторії. Мінні крейсери були спроектовані та збудовані у рекордно короткий час. Вона заклали декілька мінних полів і відзначились у жовтні 1917, напавши на британський конвой біля узбережжя Норвегії і затопивши 2 торпедні кораблі, 9 з 12 вантажних кораблів. Обидва крейсери після завершення війни були інтерновані у Скапа-Флоу та самозатоплені екіпажами 21 червня 1919. HMS Brummer затонув о 11:20 і його не піднімали, а HMS Bremse затонув о 14:30 і після підйому 27 листопада 1929 порізали на брухт 1932/33 роках.

## Конструкція
Після конфіскації турбін вирішили розділити комплект навпіл і встановити по дві турбіни на кожен мінний крейсер. Це мало б забезпечити можливість встановлювати міни вночі на значній площі і швидко повертатись до свого порту. Зовні їхній вигляд наблизили до британських крейсерів класу Arethusa, що мало б сприяти діям вздовж узбережжя Британії.
Проект завершили до кінця 1914 і на початку 1915 у корабельні AG Vulcan заклали SMS Brummer, спущений на воду 11 грудня 1915 і прийнятий до флоту 2 квітня 1916. Закладений у грудні 1915 SMS Bremse спустили на воду 11 березня 1916 та прийняли до ВМС 1 липня 1916.
Корпуси мінних крейсерів з послабленим на половину панцирним захистом були розділені на 21 водонепроникний відсік і на половині довжини мали подвійне дно. Дві турбіни потужністю 33.000 к.с. працювали на двох подвійних вугільних котлах і чотирьох мазутних, що дозволяло розвинути швидкість 28-39 вузлів (52 км/год — 63 км/год). Для котлів передбачалось перевозити 300—600 т вугілля, 500—1000 т мазуту. Для електропостачання призначались два турбогенератори і один дизель-генератор. На відміну від малих крейсерів з сотнею мін на мінних крейсерах передбачалось транспортувати 400 мін. Артилерія мала складатись з 4×150-мм гармат

## Джерела

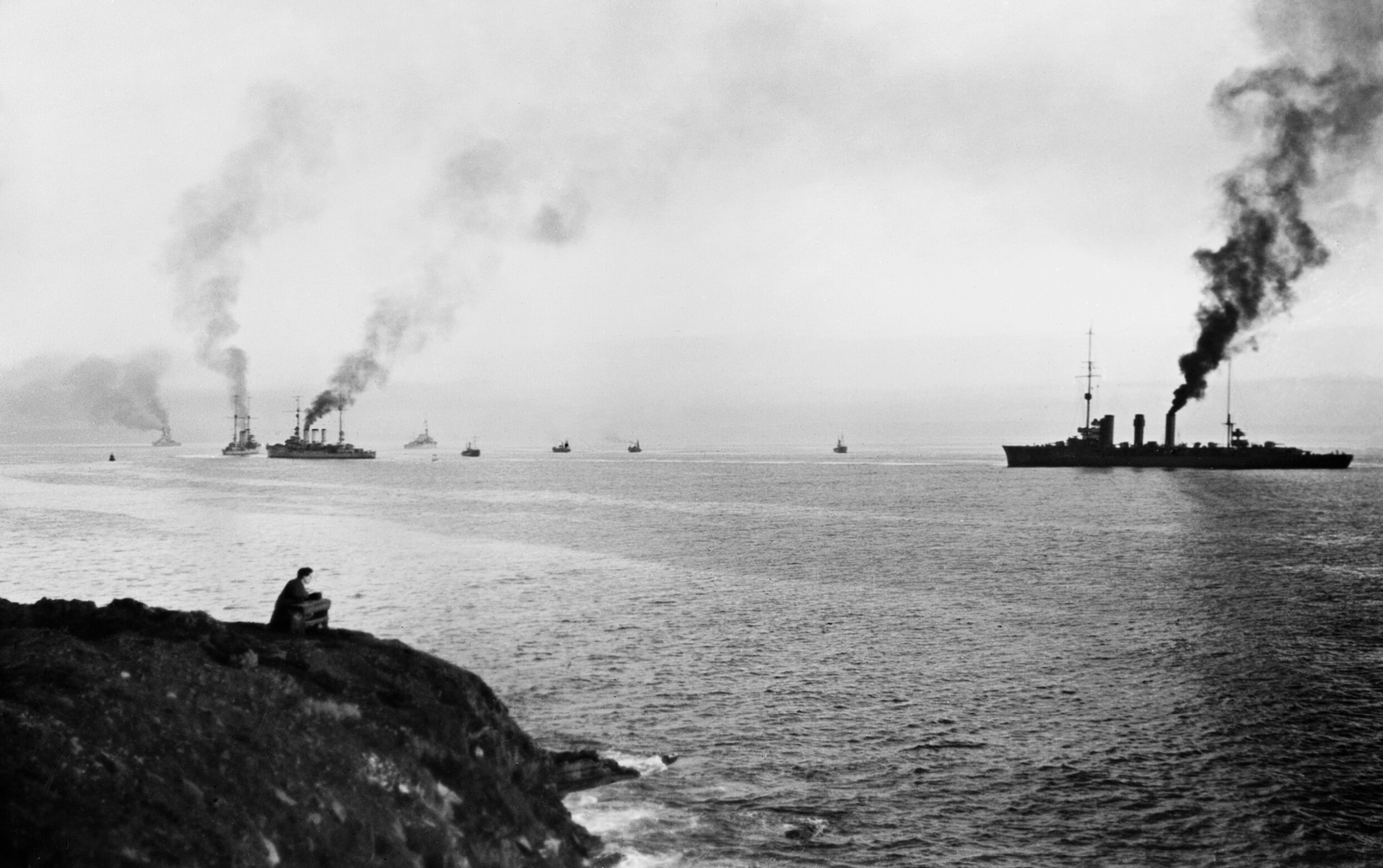
SMS Bremse у Скапа Флоу (праворуч)